# Carmencita (Film)
Carmencita ist ein in den Vereinigten Staaten produzierter Stummfilm des schottischen Erfinders und Filmpioniers William K. L. Dickson aus dem Jahr 1894. Er ist Teil einer Serie von Kurzfilmen aus der Edison Manufacturing Company über Zirkus- und Vaudeville-Aufführungen und zeigt die aus Spanien stammende Tänzerin Carmen Dauset Moreno, besser bekannt als Carmencita (1868–1910) mit einem Programm, mit dem sie seit Februar 1890 in Koster and Bial’s Music Hall in New York aufgetreten war. Dem Filmhistoriker Charles Musser zufolge war Carmencita die erste Frau, die in einem Film der Edison Studios zu sehen war, und möglicherweise die erste Frau in der amerikanischen Filmgeschichte vor der Kamera.

## Handlung
Eine ständig lächelnde Tänzerin in einem Reifrock führt auf einer Holzbühne einen Tanz auf.

## Hintergrund
Der Film wurde von der Edison Manufacturing Company produziert. Dickson hatte in den Werkstätten von Thomas Alva Edison mit dem Kinematographen und dem Kinetoskop die ersten brauchbaren Geräte zur Aufnahme und Betrachtung bewegter Bilder entwickelt. Gefilmt wurde er zwischen dem 10. März und dem 16. März 1894 in dem Filmstudio Black Maria in West Orange (New Jersey). Die hier zum Einsatz gekommene Kamera war so neu, dass Regisseur Dickson, der als Chef-Ingenieur bei Edison arbeitete, mit ihr nicht gut zurechtkam und unbeabsichtigt die ersten Slow-Motion-Sequenzen der Filmgeschichte erschuf.
Die Darstellerin Carmencita war eine professionelle Bauchtänzerin. Sie stammte aus Spanien und war erstmals im August 1889 in den Vereinigten Staaten aufgetreten. Einige Bewegungen der Tänzerin wurden als anstößig empfunden, so dass der Film einige der frühesten Diskussionen zum Thema Filmzensur entfachte.
Die Internet Movie Database gibt eine Filmlänge von 15,24 Metern an. Bei 30 Bildern pro Sekunde dauert der Film 21 Sekunden. Er wurde in einem 35-mm-Format mit einem Bildformat 1.33 : 1 gedreht. Es war vorgesehen, dass der Film in speziellen Betrachtungsgeräten, sogenannten Kinetoskopen, zum Einsatz kam. Dazu wurden Kopfhörer gereicht, aus denen asynchrone Musik ertönte.

## Trivia
Carmencita ist der erste in der IMDb gelistete Titel mit der Titelnummer tt0000001.